# Yukarıdurmuş, Ceylanpınar
Yukarıdurmuş là một xã thuộc huyện Ceylanpınar, tỉnh Şanlıurfa, Thổ Nhĩ Kỳ. Dân số thời điểm năm 2011 là 1.174 người.